# Валуйки (станция)
Валу́йки (Валуйки-Пассажи́рские) — участковая узловая железнодорожная станция Белгородского региона Юго-Восточной железной дороги РЖД, расположена в одноимённом городе. Станция находится на пересечении железнодорожных магистралей Москва — Валуйки — Луганск и Купянск — Валуйки — Лиски. На станции Валуйки действует отделение Белгородской таможни, осуществляется досмотр пассажирских и грузовых поездов, пересекающих границу России и Украины. Пограничный переход Валуйки — Тополи является самым большим на сети дорог РЖД. По состоянию на 2006 год через станцию Валуйки ежесуточно проходит в среднем 30—32 пары поездов с российской стороны и 28 пар поездов с украинской.

## Пассажирское сообщение

### Поезда дальнего следования
По состоянию на 2019 год через станцию курсируют следующие поезда дальнего следования:
| № поезда              | Маршрут движения      | № поезда              | Маршрут движения      |
| Круглогодичные поезда | Круглогодичные поезда | Круглогодичные поезда | Круглогодичные поезда |
| --------------------- | --------------------- | --------------------- | --------------------- |
| 369                   | Баку — Киев           | 370                   | Киев — Баку           |
| Сезонные поезда       |                       |                       |                       |
| 547/548               | Москва — Сухум        | 547/548               | Сухум — Москва        |

### Пригородное сообщение
Пригородное сообщение осуществляется по маршрутам:
- Валуйки-Сортировочные — Алексеевка — Лиски (2 пары в сутки);
- Валуйки — Старый Оскол  (2 пары в сутки);
- Валуйки — Тополи (отменен).

## История
В 1895 году была введена в эксплуатацию Харьковско-Балашовская линия частных Юго-Восточных железных дорог. В городе Валуйки Воронежской губернии была основана одноимённая станция. В 1897 году Юго-Восточными железными дорогами было завершено сооружение линии от Валуек до Ельца. Станция Валуйки стала узловой.
В 1932—1937 годах была введена в эксплуатацию магистраль Москва — Валуйки — Донбасс. Был построен новый участок Валуйки — Несветай протяжённостью 380 км, а линия Касторная — Старый Оскол — Валуйки была реконструирована.
В 1967 году были электрифицированы на переменном токе 25 кВ линии Купянск — Валуйки и Валуйки — Георгиу-Деж (Лиски). Через станцию Валуйки стали ходить пригородные электропоезда.
В 1992 году станция Валуйки, как и прочие станции Южной железной дороги, находившиеся на территории России, была передана в состав Белгородского отделения Юго-Восточной железной дороги.
В 2003 году была полностью электрифицирована линия Старый Оскол — Валуйки.

## Известные работники
- Кузин, Андриан Тимофеевич (1895—19??) — советский военачальник, полковник.  До призыва в армию работал конторщиком на станции Валуйки.